# 天主教延迪教區
天主教延迪教區（拉丁語：Dioecesis Yendensis）是加納一個羅馬天主教教區，屬塔馬利總教區。
教區成立於1999年3月16日，位於北部地區東部，2010年有教友6,318人（佔轄區總人口0.9%）、八個堂區、廿九名司鐸。現任教區主教為味噌爵·博伊-納伊。